# 65537
65537是一個在65536和65538之間的自然數。

## 性質
- 65537是第6543個質數。
- （65537，65539）是第861個孿生質數。
- 65537是第5個費馬數{\displaystyle 2^{2^{4}}+1}。
- 正65537邊形為尺規作圖可以繪畫出的多邊形。亦是尺規作圖可以繪畫出的邊數為質數的多邊形中，邊數最多的多邊形。

## 天文領域
- 小行星65537是在1960年9月24日由C. J. van Houten和I. van Houten-Groeneveld與T. Gehrels一起發現的。